# Poecilochroa taborensis
Poecilochroa taborensis är en spindelart som beskrevs av Levy 1999. Poecilochroa taborensis ingår i släktet Poecilochroa och familjen plattbuksspindlar.
Artens utbredningsområde är Israel. Inga underarter finns listade i Catalogue of Life.